# 庫利比
49°39′10″N 24°58′54″E / 49.65278°N 24.98167°E
庫利比（烏克蘭語：Кульби），是烏克蘭西部的村莊，隸屬利維夫州的佐洛奇夫區。該村始建於1760年，面積0.05平方公里，海拔高度398米，2021年人口8，人口密度每平方公里191.49人。